# Kiếm

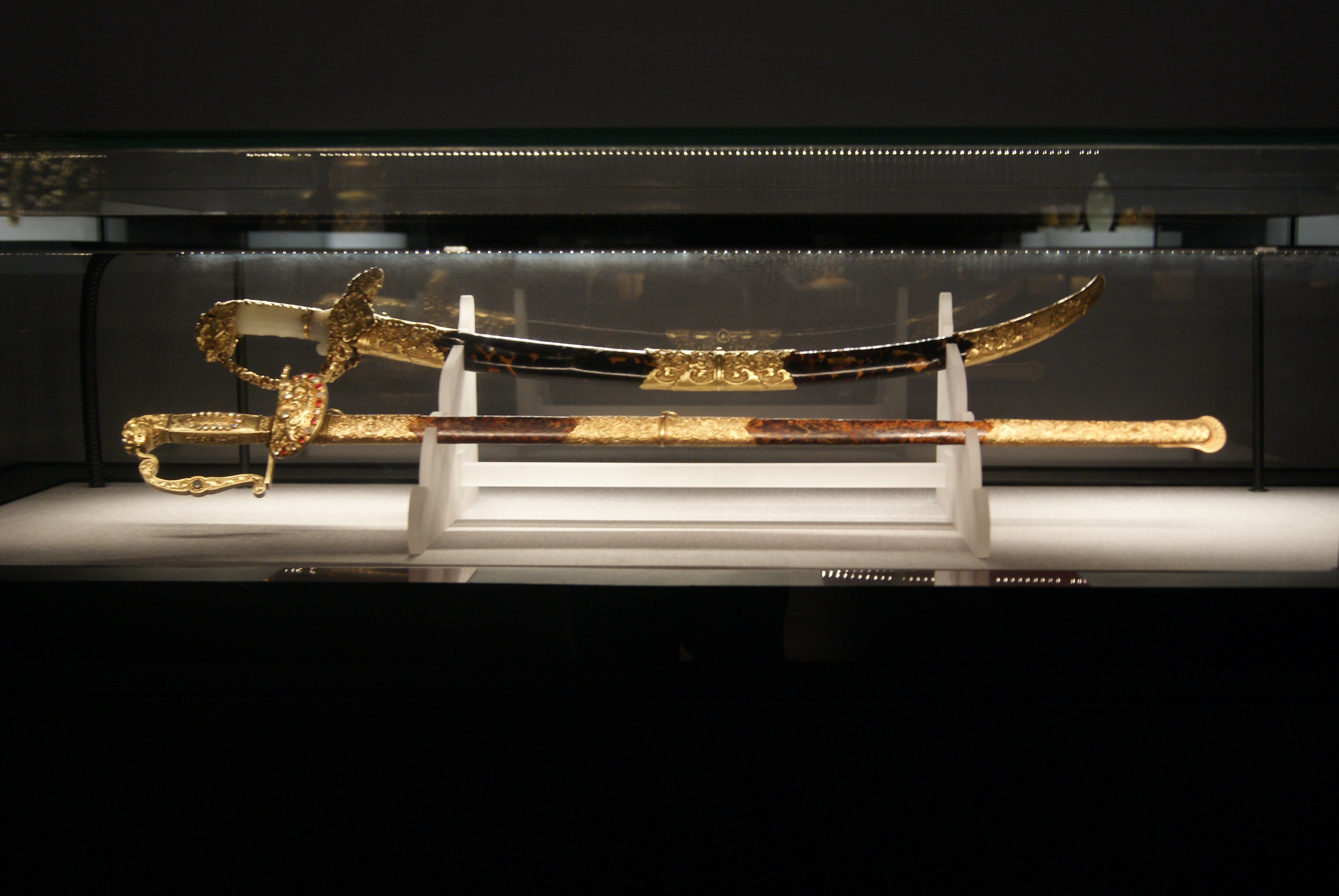
Đao kiếm Nguyễn triều.

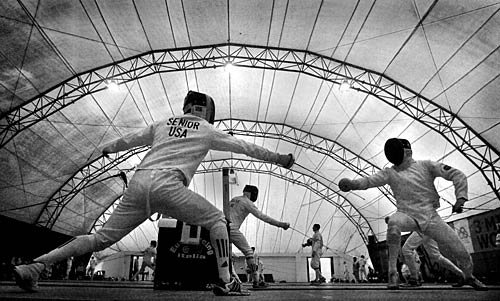
Thi đấu kiếm

Kiếm, đao hay gươm là một loại vũ khí lạnh thường dùng để đâm, chém trong tác chiến. Đao kiếm được chế tạo từ một thanh kim loại thẳng, dài và dẹt; được mài bén ở mũi và lưỡi; có chuôi bằng kim loại hoặc gỗ, phần lớn có quai bảo vệ cho bàn tay của người sử dụng.
Trong đó, loại có cả hai lưỡi bén được gọi là kiếm, còn loại chỉ có một lưỡi bén thì là đao. Đao kiếm được sử dụng trong nhiều cuộc chiến trên khắp thế giới từ thời thượng cổ cho tới thế chiến II.
Sau phát minh ra súng, đao kiếm dần dần mất hiệu lực trong chiến trường nhưng vẫn được dùng làm biểu tượng của gia tộc, quốc gia, quân đội (Ví dụ điển hình là sĩ quan kỵ binh trong Nội chiến Mỹ thường dùng kiếm đi trước để chỉ huy binh lính có súng theo sau).
Một số thanh kiếm hiện diện trong các huyền thoại, truyền thuyết như thanh kiếm Thuận thiên của Lê Lợi, thanh Kusanagi của Thiên hoàng Jimmu (thần thoại Nhật Bản), và Excalibur của vua Arthur (Anh Quốc).
Kiếm cũng được dùng để thi đấu như một môn thể thao.

## Phân loại
Có nhiều loại kiếm, như kiếm 3 cạnh, liễu diệp kiếm (loại kiếm rất mỏng, nhẹ và dẻo dai, có thể cuốn tròn quanh người), kiếm lưỡi tròn, kiếm 2 lưỡi còn gọi là kiếm lá, kiếm 1 lưỡi (thường gọi là đao) v...v...
Mỗi dân tộc lại có một hoặc vài kiểu kiếm khác nhau: kiếm Claymore của Scotland, đao Katana, thái đao Tachi của Nhật Bản v.v., theo đó cách sử dụng kiếm cũng khác nhau.

### Trung Quốc

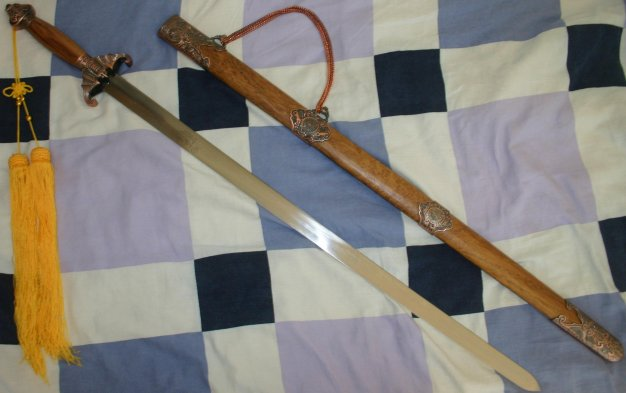
Kiếm Trung Quốc

Trung Quốc có một nền võ thuật lâu đời và vững mạnh, kiếm pháp cũng không nằm ngoài quy luật này. Kiếm Trung Quốc có từ thời cổ đại khi con người tìm ra đồng và sắt. Trải qua suốt 5000 năm lịch sử, kiếm Trung Quốc ngày càng hoàn thiện và đa dạng hơn, đặc điểm chung là cấu tạo bởi một thanh kim loại (thường là thép) dài, sắc hai lưỡi, nhọn ở đầu. Thời Cổ Trung đại, Kiếm là loại vũ khí được trang bị khi chiến đấu và phòng thân. Qua mỗi thời kì, kiếm Trung Quốc có những nét đặc trưng riêng. Kiếm thời nhà Minh lưu truyền đến nay, sử dụng trong luyện tập võ thuật và làm lễ trong Đạo Giáo. Từ thời Tống, Trung Quốc xuất hiện nhiều môn phái sử dụng kiếm như: Toàn Chân Giáo, Võ Đang, Nga My, Ngũ Nhạc Kiếm Phái, môn sinh Thiếu Lâm cũng được luyện tập kiếm pháp.
Kiếm Trung Quốc là một vũ khí thanh mảnh, sử dụng một tay một kiếm (đơn kiếm), hai tay hai kiếm (song kiếm). Loại to, nặng nhưng gọi là trọng kiếm không sắc bằng kiếm thường, sát thương chủ yếu bằng sức nặng để cắt.

#### Thời Xuân Thu
Nước Ngô có hai thanh kiếm Can Tương và Mạc Tà nổi tiếng chặt đá, do hai vợ chồng Can Tương và Mạc Tà đúc nên, được liệt vào hàng danh kiếm.
Cùng học một thầy với hai vợ chồng Can Tương, Mạc Tà có Âu Giả Tử nước Việt, đúc được 5 thanh kiếm, được vua nước Việt dâng cho vua Ngô Thọ Mộng 3 thanh: 
1. Ngư trường là thanh trủy thủ (kiếm ngắn) mà Chuyên Chư đâm Vương Liêu.
2. Bản sinh được vua Ngô Hạp Lư chôn theo con gái Thắng Ngọc.
3. Trạm lư bỏ vua Ngô xuất hiện tại phòng vua Sở Chiêu vương.

### Nhật Bản
Đặc trưng là Katana hay còn gọi là Đao Nhật, là vũ khí đặc trưng của người Nhật Bản. Katana thực chất là đao, có lưỡi dài và cán dài, cán đao thường được cầm bằng hai tay khi chiến đấu. Katana chỉ có một lưỡi, sắc bén, có sức sát thương cao. Sống và lưỡi đao có đặc tính hoàn toàn khác nhau, sống đao mềm trong khi lưỡi đao cứng, chính sự khác biệt về nhiệt trong việc tạo nên những đặc tính này khiến đao có hình dáng cong. Katana thường được đeo ở thắt lưng và lưỡi đao xoay lên trên.
Theo một số nhà khoa học, sở dĩ katana đạt được độ cứng và bền là vì khi rèn đao, các nghệ nhân thường cho thêm oxít titan vào trong hợp kim. Điều này làm cho katana có độ sắc bén nhất, ngoài ra còn giúp chống oxy hóa, khiến cho thanh đao luôn sáng bóng. Những thanh katana cổ có độ tuổi ít nhất 300 năm nhưng khi rút khỏi vỏ vẫn có khả năng phản xạ ánh sáng.

### Việt Nam

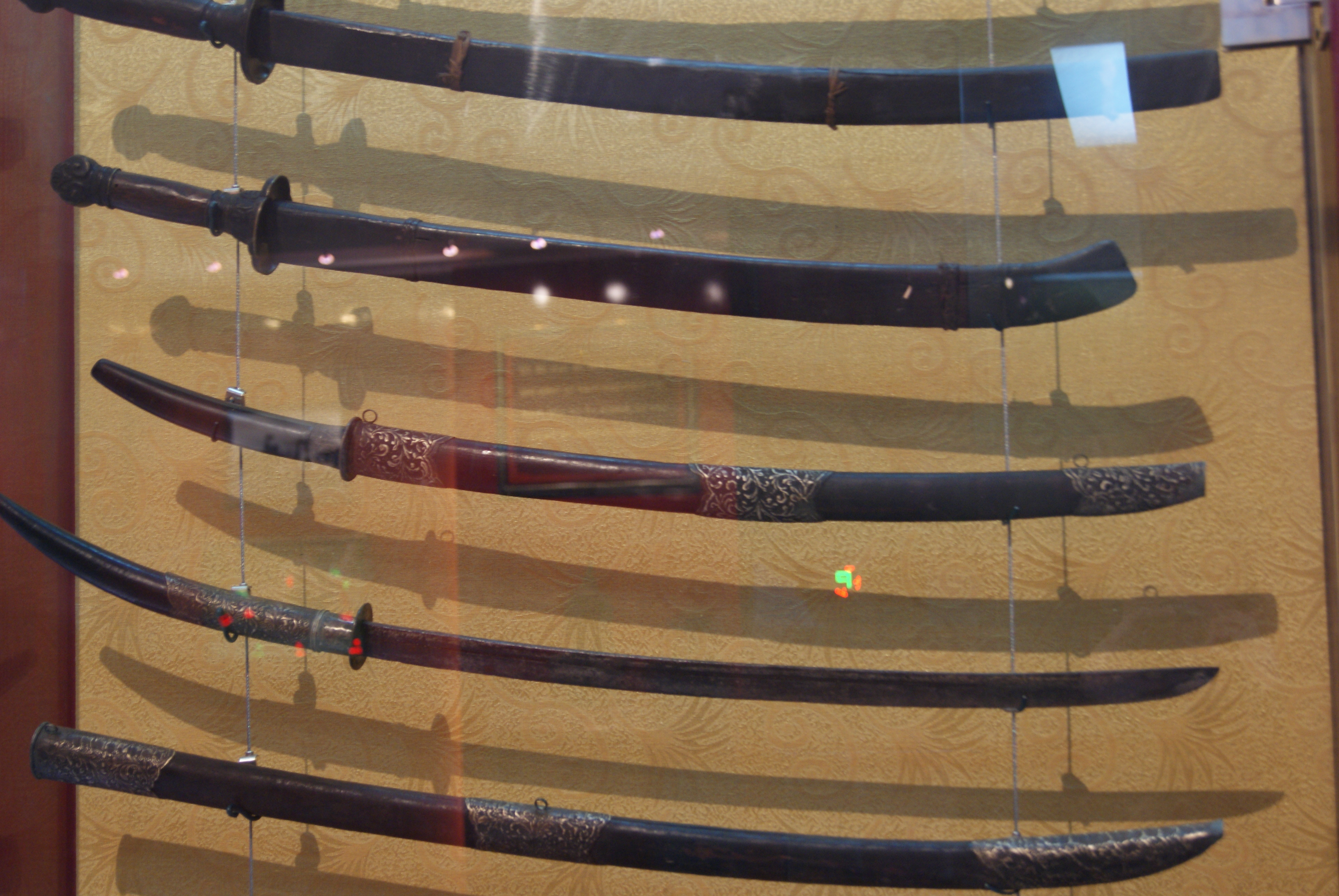
Bộ sưu tập đao Việt Nam thế kỷ 18-19 xuất xứ Bắc bộ-bảo tàng lịch sử quân sự

Thời cổ đại, lưỡi kiếm Việt Nam thẳng và rộng bản, có 2 cạnh sắc, dùng để chém lẫn đâm. Về hình dạng, kiếm Đông Sơn tương tự như kiếm tìm thấy ở Trung Quốc, Nhật Bản. Hoa văn trang trí trên chuôi và đốc kiếm rất đa dạng, có thể là hình chiến binh, hình người phụ nữ hay các con vật như gà, voi... Những kiếm mang tính chất nghi lễ của người tầng lớp trên có thể gắn cả nhạc, chuông.
Thời Trung - Cận đại, người Việt sử dụng cả gươm thẳng 2 cạnh sắc, chuôi cầm 1 tay như của Trung Quốc lẫn loại gươm lưỡi cong, 1 cạnh sắc, chuôi dài và phải cầm cả hai tay (vẫn thường được gọi là trường đao). Ngày nay, loại trường đao này vẫn có thể nhìn thấy trên những bức tượng võ sĩ ở các lăng tẩm của giới quý tộc thời Lê, Mạc, Trịnh ở Thanh Hóa, Bắc Giang, trong bảo tàng Lịch sử quân sự Hà Nội (kiếm Tây Sơn) hay trong các lễ hội dân gian như hội đền Đô, Bắc Ninh. Một số lượng lớn đao kiếm cổ hiện nay đang nằm trong các bộ sưu tập tư nhân.
Về danh kiếm thì Việt Nam nổi lên có thanh Thuận Thiên kiếm của Lê Lợi, gắn với sự tích trả gươm và rùa thần Kim Quy

## Từ nguyên
Từ gươm trong tiếng Việt bắt nguồn từ từ tiếng Hán thượng cổ 劍 (có nghĩa là gươm, kiếm). William H. Baxter và Laurent Sagart phục nguyên âm tiếng Hán thượng cổ của từ 劍 là /*s.kr[a]m-s/. Chữ Hán 劍 có âm Hán Việt là kiếm.